# Première catastrophe du puits Saint-Louis
La première catastrophe du puits Saint-Louis est le tout premier coup de grisou que connait le bassin minier de Ronchamp et Champagney (dans la Haute-Saône) et l'un des premiers de France. Il est également l'un des plus meurtriers de l'histoire des houillères de Ronchamp en faisant vingt morts et seize blessés. L'explosion se produit le 10 avril 1824 au puits Saint-Louis. Cette catastrophe va profondément marquer la population locale et l'opinion nationale, remettant en question la sécurité dans les mines grisouteuses et les conditions de l'aérage.

## Contexte

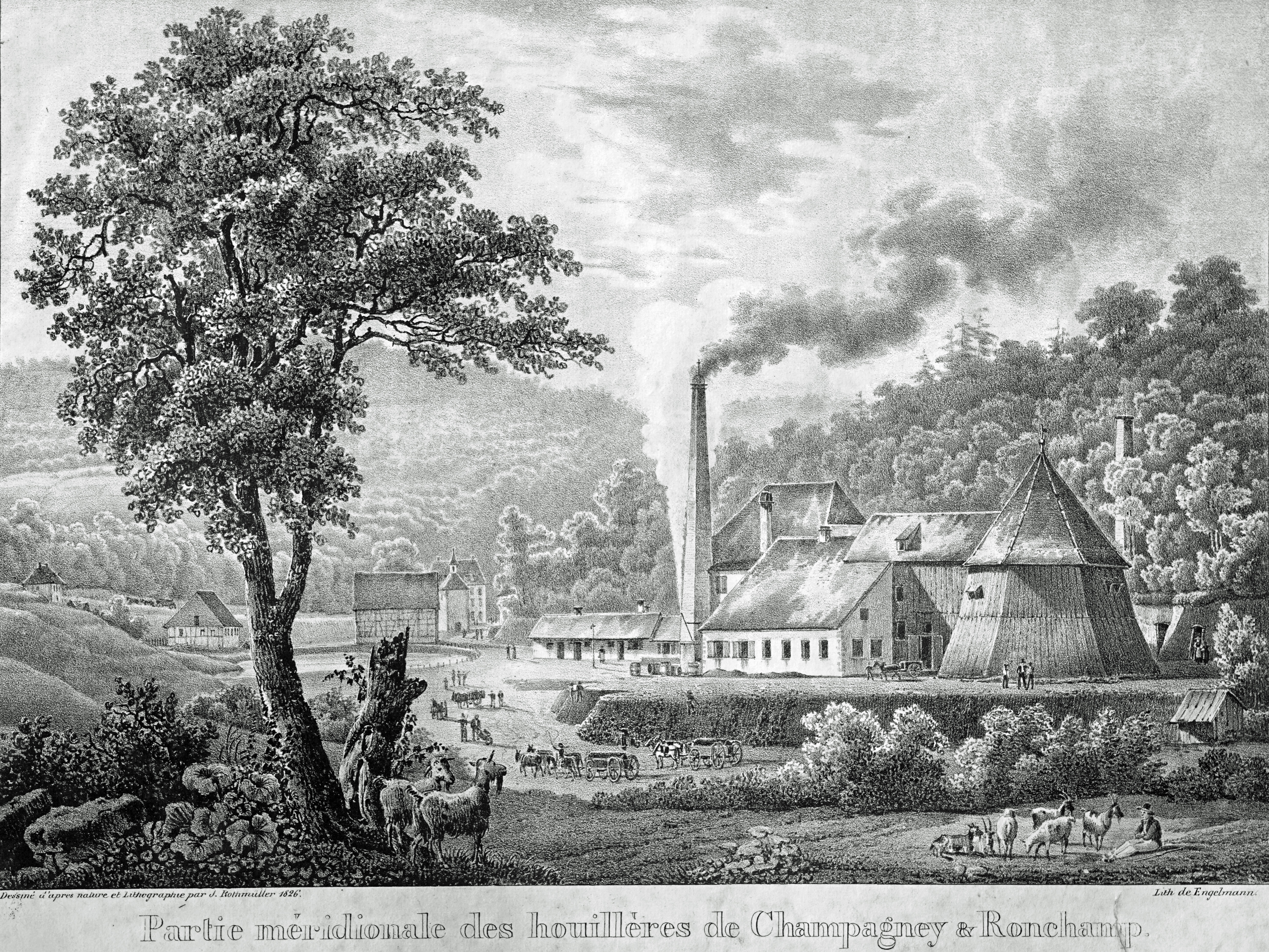
Le puits Saint-Louis.

En avril 1824 des travaux de recherche de charbon sont organisés au nord du puits Saint-Louis, non loin de la galerie Basvent, dans un terrain accidenté, et près d'une faille géologique. Un fort dégagement de grisou y apparaît, il est atténué par l'installation d'un ventilateur et de tuyaux d'aérage. Mais ce système se montre peu efficace et le gaz va se loger dans des travaux abandonnés depuis deux ans situés à 50 mètres du puits.
En août 1821, selon des rapports de l'époque et d'après l'ingénieur civil des mines François Mathet (1823-1908), M. Parrot, Ingénieur des mines avait pour la première fois constaté une présence de grisou dans cette mine lors d'un percement de la galerie du Cheval, à une faible distance des affleurements. M. Parrot avait alors (toujours selon François Mathet) « recommandé aux exploitants de prendre les précautions d'usage pratiquées à cette époque et qui consistaient à allumer le grisou qui s'était amassé au faîte des galeries, par un ouvrier appelé Pénitent, qui se traînait en rampant et recouvert de linges mouillés ».
Selon  M. Combes dans un compte rendu l'Académie des Sciences intitulé « Physique du lobe - Sur le dégagement du grisou ou hydrogène carboné, dans les mines de charbon de terre » ; « Suivant un rapport des ingénieurs des mines, le gaz inflammable ne s'était encore montré que très rarement et en fort petite quantité dans cette mine ; cependant un faible dégagement avait eu lieu peu avant l'accident dans un ouvrage de reconnaissance commencé au bas du Puits Saint-Louis (...) ».

## Déroulement
Le 10 avril 1824, se produit la première explosion due au grisou dans le bassin minier de Ronchamp,, c'est également l'une des premières de France. Selon les versions, l'explosion est provoquée, soit par le contact de la flamme des lampes d'ouvriers circulant dans la galerie, soit par la présence de l'un d'entre eux dans les vieux travaux.

## Bilan
La déflagration se propage sur 800 mètres de distance et fait vingt morts, dont un maître mineur, seize blessés, plus ou moins grièvement, et détruit les travaux. Cette tragédie est marquante pour la population, car c'est le premier accident de ce type, mais aussi en raison du nombre de victimes,.

## Conséquences

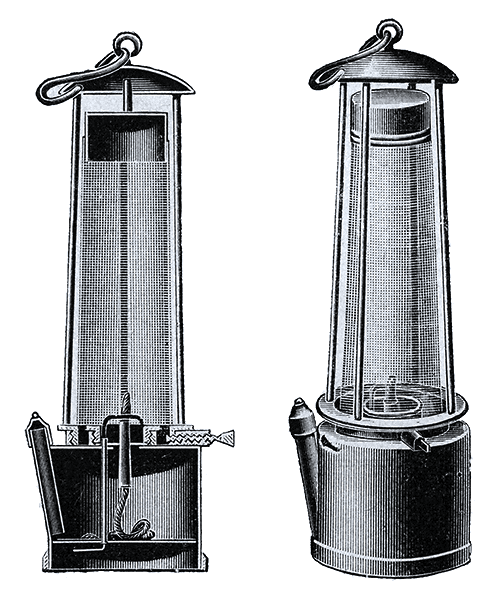
La lampe Davy.

Au 1er juillet 1824 l’Administration des Mines décide d'imposer la première lampe de sûreté primitive Davy,. Le 21 janvier 1826, l’État rend obligatoire l'usage de lampe de sûreté malgré l’opposition des ouvriers. Cette mesure sera amoindrie par des dérogations.
Plusieurs autres explosions graves ont néanmoins lieu aux environs, et la seconde catastrophe du puits Saint-Louis cause la mort de trente mineurs le 31 mai 1830.